# Hus i helvete
Hus i helvete var ett nöjesprogram på TV3 som lanserades 2006. Programmet gick ut på att föräldrar lurade sina tonårsbarn genom att påstå att de skulle resa bort och att barnen skulle sköta huset. Inför dolda kameror i huset utsattes sedan tonåringarna för märkliga händelser och besökare under föräldrarnas bortavaro. Föräldrarna fick gissa hur barnen skulle reagera på de oväntade händelserna, och familjen hade på så sätt chansen att vinna 100 000 kronor. Programledare för Hus i helvete var Sofia Wistam, och programmet producerades av produktionsbolaget Baluba Television. Medverkande skådespelare bl.a: Utas, Nour El Refai, Johan Matton, Björn Gustafsson, Cecilia Fors och Peter Settman.